# Olimpiadi degli scacchi del 2014

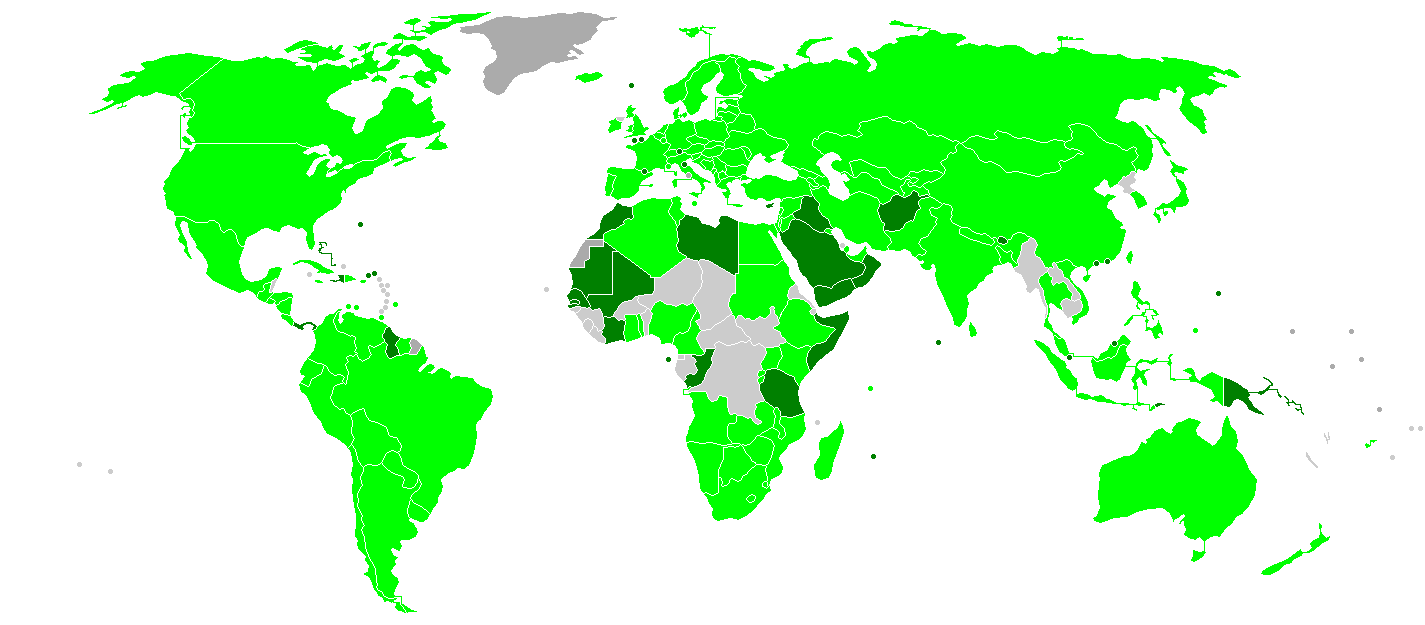
Partecipanti alle Olimpiadi 2014: in verde chiaro le nazioni presenti sia con la squadra open sia con la squadra femminile, in verde scuro quelle presenti con solo la squadra open.

Le Olimpiadi degli scacchi del 2014 si sono svolte a Tromsø, in Norvegia, dal 1° al 14 agosto. Sono state la 41ª edizione ufficiale organizzata dalla FIDE, e hanno compreso un torneo open e uno femminile.
Il torneo open è stato vinto per la prima volta dalla Cina, mentre il torneo femminile è stato vinto dalla Russia (per la terza volta consecutiva).
Tromsø è stata scelta come sede organizzatrice nel corso delle Olimpiadi del 2010, battendo la candidatura di Albena (Bulgaria) con 95 voti contro 47.

## Formato e regolamento
Entrambi i tornei sono stati disputati con il sistema svizzero, sulla lunghezza di 11 turni; sono stati osservati due giorni di riposo, il 7 e il 13 agosto (dopo il 5º e il 10º turno). La classifica è determinata dai match points (2 punti per la vittoria di squadra, 1 per il pareggio, 0 per la sconfitta); in caso di parità, sono stati usati come criteri di spareggio (in sequenza) il punteggio Sonneborn-Berger, i game points (totale dei punti ottenuti dai membri della squadra) e infine la somma dei match points ottenuti dagli avversari, escludendo la squadra con il minor numero di punti.
Ogni incontro è disputato sulle quattro scacchiere; le squadre potevano essere formate da un massimo di cinque giocatori. Il tempo di riflessione è di 90 minuti per 40 mosse, più 30 minuti per finite, più 30 secondi a mossa di incremento a partire dalla prima mossa.

## Torneoopen
Al torneo open hanno partecipato 172 squadre, tre delle quali norvegesi.

### Risultati assoluti
| Pos. | Squadra     | Scacchiere             | Scacchiere           | Scacchiere         | Scacchiere                 | Scacchiere           | Seed | Elo  | V | P | S | Punti | S-B   |
| Pos. | Squadra     | Prima                  | Seconda              | Terza              | Quarta                     | Quinta (riserva)     | Seed | Elo  | V | P | S | Punti | S-B   |
| ---- | ----------- | ---------------------- | -------------------- | ------------------ | -------------------------- | -------------------- | ---- | ---- | - | - | - | ----- | ----- |
|      | Cina        | Wang Yue               | Ding Liren           | Yu Yangyi          | Ni Hua                     | Wei Yi               | 7    | 2699 | 8 | 3 | 0 | 19    | 422,5 |
|      | Ungheria    | Péter Lékó             | Csaba Balogh         | Zoltán Almási      | Richárd Rapport            | Judit Polgár         | 5    | 2703 | 7 | 3 | 1 | 17    | 372,0 |
|      | India       | Parimarjan Negi        | S.P. Sethuraman      | Krishnan Sasikiran | Baskaran Adhiban           | M.R. Lalith Babu     | 19   | 2631 | 7 | 3 | 1 | 17    | 371,5 |
| 4    | Russia      | Vladimir Kramnik       | Aleksandr Griščuk    | Pëtr Svidler       | Sergey Karjakin            | Jan Nepomnjaščij     | 1    | 2773 | 7 | 3 | 1 | 17    | 352,0 |
| 5    | Azerbaigian | Şəhriyar Məmmədyarov   | Teymur Rəcəbov       | Rauf Məmmədov      | Eltac Səfərli              | Qədir Hüseynov       | 8    | 2694 | 7 | 3 | 1 | 17    | 345,0 |
| 6    | Ucraina     | Vasyl' Ivančuk         | Ruslan Ponomarëv     | Pavlo El'janov     | Anton Korobov              | Oleksandr Moïsejenko | 2    | 2723 | 6 | 4 | 1 | 16    | 377,5 |
| 7    | Cuba        | Leinier Domínguez      | Lázaro Bruzón        | Yuniesky Quezada   | Isan Reynaldo Ortiz Suárez | Yuri González Vidal  | 13   | 2669 | 7 | 2 | 2 | 16    | 361,0 |
| 8    | Armenia     | Lewon Aronyan          | Gabriel Sargsyan     | Sergey Movsesyan   | Vladimir Hakobyan          | Tigran K'ot'anǰyan   | 4    | 2705 | 6 | 4 | 1 | 16    | 350,5 |
| 9    | Israele     | Boris Gelfand          | Maxim Rodshtein      | Il'ja Smiryn       | Emil Sutovskij             | Evgeny Postny        | 9    | 2683 | 7 | 2 | 2 | 16    | 348,0 |
| 10   | Spagna      | Francisco Vallejo Pons | David Antón Guijarro | Iván Salgado López | Miguel Illescas Córdoba    | Renier Vázquez       | 17   | 2640 | 7 | 2 | 2 | 16    | 334,5 |

#### Premi di categoria
Oltre alla classifica generale, le squadre sono state divise, sulla base del seed, in cinque gruppi; è stata premiata la prima classificata di ogni gruppo (ad esclusione di quelle già premiate con le medaglie).
|                         | Squadra      | Pos. | Seed | Elo  | Punti | S-B   |
| ----------------------- | ------------ | ---- | ---- | ---- | ----- | ----- |
| Gruppo A (seed 1-35)    | Russia       | 4    | 1    | 2773 | 17    | 352   |
| Gruppo B (seed 36-70)   | Egitto       | 23   | 38   | 2547 | 15    | 284   |
| Gruppo C (seed 71-104)  | Kirghizistan | 34   | 95   | 2264 | 14    | 247,5 |
| Gruppo D (seed 105-138) | Sri Lanka    | 74   | 120  | 2112 | 12    | 205   |
| Gruppo E (seed 139-172) | Pakistan     | 92   | 159  | 1651 | 11    | 173   |

### Risultati individuali
Le medaglie individuali sono state assegnate ai migliori giocatori di ogni scacchiera con le tre migliori prestazioni Elo con almeno otto partite giocate, considerando come eventuale spareggio la percentuale di punti ottenuti.
|                             | Giocatore                  | Prestazione      | Punti            | Partite          | %                |
| Prima scacchiera            | Prima scacchiera           | Prima scacchiera | Prima scacchiera | Prima scacchiera | Prima scacchiera |
| --------------------------- | -------------------------- | ---------------- | ---------------- | ---------------- | ---------------- |
|                             | Veselin Topalov            | 2872             | 6,5              | 9                | 72,2             |
|                             | Michael Adams              | 2839             | 6,5              | 9                | 72,2             |
|                             | Anish Giri                 | 2836             | 8                | 11               | 72,7             |
| Seconda scacchiera          |                            |                  |                  |                  |                  |
|                             | Ngoc Truong Son Nguyen     | 2843             | 8,5              | 10               | 85,0             |
|                             | Csaba Balogh               | 2839             | 7                | 9                | 77,8             |
|                             | Ding Liren                 | 2831             | 7,5              | 10               | 75,0             |
| Terza scacchiera            |                            |                  |                  |                  |                  |
|                             | Yu Yangyi                  | 2912             | 9,5              | 11               | 86,4             |
|                             | Krishnan Sasikiran         | 2753             | 7,5              | 10               | 75,0             |
|                             | Pavlo El'janov             | 2745             | 7                | 9                | 77,8             |
| Quarta scacchiera           |                            |                  |                  |                  |                  |
|                             | Nikola Sedlak              | 2773             | 6,5              | 8                | 81,3             |
|                             | Isan Reynaldo Ortiz Suárez | 2766             | 6                | 8                | 75,0             |
|                             | Ni Hua                     | 2723             | 6,5              | 9                | 72,2             |
| Quinta scacchiera (riserva) |                            |                  |                  |                  |                  |
|                             | Samuel Shankland           | 2831             | 9                | 10               | 90,0             |
|                             | Oleksandr Moïsejenko       | 2714             | 7                | 9                | 77,8             |
|                             | Jan Nepomnjaščij           | 2650             | 6,5              | 9                | 72,2             |

#### Medaglie individuali per nazione
| Nazione     |   |   |   | Totali |
| ----------- | - | - | - | ------ |
| Cina        | 1 | 0 | 2 | 3      |
| Bulgaria    | 1 | 0 | 0 | 1      |
| Vietnam     | 1 | 0 | 0 | 1      |
| Serbia      | 1 | 0 | 0 | 1      |
| Stati Uniti | 1 | 0 | 0 | 1      |
| Ucraina     | 0 | 1 | 1 | 2      |
| Inghilterra | 0 | 1 | 0 | 1      |
| Ungheria    | 0 | 1 | 0 | 1      |
| India       | 0 | 1 | 0 | 1      |
| Cuba        | 0 | 1 | 0 | 1      |
| Paesi Bassi | 0 | 0 | 1 | 1      |
| Russia      | 0 | 0 | 1 | 1      |

## Torneo femminile
Al torneo femminile hanno partecipato 134 squadre, tre delle quali norvegesi.

### Risultati assoluti
| Pos. | Squadra     | Scacchiere               | Scacchiere             | Scacchiere                       | Scacchiere              | Scacchiere                  | Seed | Elo  | V  | P | S | Punti | S-B   |
| Pos. | Squadra     | Prima                    | Seconda                | Terza                            | Quarta                  | Quinta (riserva)            | Seed | Elo  | V  | P | S | Punti | S-B   |
| ---- | ----------- | ------------------------ | ---------------------- | -------------------------------- | ----------------------- | --------------------------- | ---- | ---- | -- | - | - | ----- | ----- |
|      | Russia      | GM Kateryna Lahno        | GM Valentina Gunina    | GM Aleksandra Kostenjuk          | GMF Ol'ga Girja         | GMF Natal'ja Pogonina       | 2    | 2520 | 10 | 0 | 1 | 20    | 420,5 |
|      | Cina        | GM Hou Yifan             | GMF Ju Wenjun          | GM Zhao Xue                      | GMF Tan Zhongyi         | GMF Guo Qi                  | 1    | 2549 | 8  | 2 | 1 | 18    | 406   |
|      | Ucraina     | GM Anna Muzyčuk          | MI Marija Muzyčuk      | GM Anna Ušenina                  | MI Natalja Žukova       | MI Inna Haponenko           | 3    | 2510 | 8  | 2 | 1 | 18    | 383   |
| 4    | Georgia     | GM Nana Dzagnidze        | GM Bela Khotenashvili  | MI Lela Javakhishvili            | MI Salome Melia         | MI Nino Batsiashvili        | 4    | 2499 | 8  | 1 | 2 | 17    | 390   |
| 5    | Armenia     | GM Elina Danielyan       | MI Lilit' Mkrtčyan     | MI Lilit' Galoyan                | GMF Maria Kursova       | Šušanna Sargsyan            | 10   | 2383 | 8  | 1 | 2 | 17    | 350,5 |
| 6    | Kazakistan  | GMF Guliskhan Nakhbayeva | GMF Dinara Säduakasova | GMF Zhansaya Abdumalik           | MIF Madina Davletbayeva | MIF Gulmira Dauletova       | 17   | 2333 | 8  | 1 | 2 | 17    | 320   |
| 7    | Polonia     | GM Monika Soćko          | GMF Jolanta Zawadzka   | GMF Karina Szczepkowska-Horowska | GMF Marta Bartel        | MIF Klaudia Kulon           | 8    | 2402 | 7  | 2 | 2 | 16    | 362   |
| 8    | Stati Uniti | GM Irina Krush           | MI Hanna Zatons'kych   | GMF Tatev Abrahamyan             | GMF Katerina Nemcova    | GMF Sabina-Francesca Foisor | 7    | 2405 | 7  | 2 | 2 | 16    | 339,5 |
| 9    | Germania    | MI Elisabeth Pähtz       | GMF Zoya Schleining    | GMF Tatjana Melamed              | GMF Melanie Ohme        | GMF Sarah Hoolt             | 12   | 2379 | 8  | 0 | 3 | 16    | 304   |
| 10   | India       | GM Harika Dronavalli     | MI Tania Sachdev       | MI Eesha Karavade                | GMF Mary Ann Gomes      | GMF Rout Padmini            | 5    | 2421 | 6  | 3 | 2 | 15    | 380   |

#### Premi di categoria
Oltre alla classifica generale, le squadre sono state divise, sulla base del seed, in cinque gruppi; è stata premiata la prima classificata di ogni gruppo (ad esclusione di quelle già premiate con le medaglie).
|                         | Squadra    | Pos. | Seed | Elo  | Punti | S-B   |
| ----------------------- | ---------- | ---- | ---- | ---- | ----- | ----- |
| Gruppo A (seed 1-27)    | Georgia    | 4    | 4    | 2499 | 17    | 390   |
| Gruppo B (seed 28-54)   | Mongolia   | 16   | 28   | 2251 | 15    | 307   |
| Gruppo C (seed 55-81)   | Egitto     | 37   | 59   | 2030 | 13    | 258,5 |
| Gruppo D (seed 82-108)  | Tagikistan | 50   | 83   | 1877 | 12    | 226   |
| Gruppo E (seed 109-134) | Thailandia | 90   | 111  | 1538 | 10    | 151,5 |

### Risultati individuali
Le medaglie individuali sono state assegnate alle migliori giocatrici di ogni scacchiera con le tre migliori prestazioni Elo con almeno otto partite giocate, considerando come eventuale spareggio la percentuale di punti ottenuti.
|                             | Giocatrice              | Prestazione      | Punti            | Partite          | %                |
| Prima scacchiera            | Prima scacchiera        | Prima scacchiera | Prima scacchiera | Prima scacchiera | Prima scacchiera |
| --------------------------- | ----------------------- | ---------------- | ---------------- | ---------------- | ---------------- |
|                             | GM Nana Dzagnidze       | 2719             | 8                | 9                | 88,9             |
|                             | GM Hou Yifan            | 2661             | 7                | 9                | 77,8             |
|                             | GM Pia Cramling         | 2659             | 10               | 11               | 90,9             |
| Seconda scacchiera          |                         |                  |                  |                  |                  |
|                             | GM Valentina Gunina     | 2651             | 8                | 10               | 80,0             |
|                             | GM Bela Khotenashvili   | 2589             | 8                | 10               | 80,0             |
|                             | GMF Ju Wenjun           | 2564             | 8                | 11               | 72,7             |
| Terza scacchiera            |                         |                  |                  |                  |                  |
|                             | GM Aleksandra Kostenjuk | 2639             | 7,5              | 9                | 83,3             |
|                             | MI Ana Matnadze         | 2445             | 7,5              | 10               | 75,0             |
|                             | MFF Ellinor Frisk       | 2432             | 9,5              | 11               | 86,4             |
| Quarta scacchiera           |                         |                  |                  |                  |                  |
|                             | GM Natalja Žukova       | 2512             | 7,5              | 10               | 75,0             |
|                             | GMF Marta Bartel        | 2439             | 6,5              | 9                | 72,2             |
|                             | MI Irina Bulmaga        | 2433             | 8                | 10               | 80,0             |
| Quinta scacchiera (riserva) |                         |                  |                  |                  |                  |
|                             | GMF Rout Padmini        | 2584             | 7,5              | 8                | 93,8             |
|                             | GMF Guo Qi              | 2520             | 6,5              | 8                | 81,3             |
|                             | MIF Gulmira Dauletova   | 2486             | 7                | 8                | 87,5             |

#### Medaglie individuali per nazione
| Nazione    |   |   |   | Totali |
| ---------- | - | - | - | ------ |
| Russia     | 2 | 0 | 0 | 2      |
| Georgia    | 1 | 1 | 0 | 2      |
| Ucraina    | 1 | 0 | 0 | 1      |
| India      | 1 | 0 | 0 | 1      |
| Cina       | 0 | 2 | 1 | 3      |
| Spagna     | 0 | 1 | 0 | 1      |
| Polonia    | 0 | 1 | 0 | 1      |
| Svezia     | 0 | 0 | 2 | 2      |
| Romania    | 0 | 0 | 1 | 1      |
| Kazakistan | 0 | 0 | 1 | 1      |

## Trofeo Nona Gaprindashvili
Il trofeo Nona Gaprindashvili viene aggiudicato alla nazione partecipante le cui squadre nel torneo open ed in quello femminile hanno ottenuto una migliore somma dei punti dei due tornei. In caso di parità la classifica viene formata attraverso gli stessi spareggi dei singoli tornei, ma sommati.
| Pos. | Nazione     | Punti | Punti     | Punti  | S-B   |
| Pos. | Nazione     | open  | femminile | Totale | S-B   |
| ---- | ----------- | ----- | --------- | ------ | ----- |
|      | Cina        | 19    | 18        | 37     | 828,5 |
|      | Russia      | 17    | 20        | 37     | 772,5 |
|      | Ucraina     | 16    | 18        | 34     | 760,5 |
| 4    | Armenia     | 16    | 17        | 33     | 701   |
| 5    | India       | 17    | 15        | 32     | 751,5 |
| 6    | Polonia     | 15    | 16        | 31     | 697,5 |
| 7    | Stati Uniti | 15    | 16        | 31     | 687,5 |
| 8    | Spagna      | 16    | 15        | 31     | 681   |
| 9    | Azerbaigian | 17    | 14        | 31     | 636,5 |
| 10   | Francia     | 15    | 15        | 30     | 709   |

## Medagliere
| Nazione     | Torneo open      | Torneo open      | Torneo open      | Torneo open          | Torneo open          | Torneo open          | Torneo femminile | Torneo femminile | Torneo femminile | Torneo femminile     | Torneo femminile     | Torneo femminile     | Totale | Totale | Totale | Totale |
| Nazione     | Torneo a squadre | Torneo a squadre | Torneo a squadre | Medaglie individuali | Medaglie individuali | Medaglie individuali | Torneo a squadre | Torneo a squadre | Torneo a squadre | Medaglie individuali | Medaglie individuali | Medaglie individuali | Totale | Totale | Totale | Totale |
| Nazione     |                  |                  |                  |                      |                      |                      |                  |                  |                  |                      |                      |                      |        |        |        |        |
| ----------- | ---------------- | ---------------- | ---------------- | -------------------- | -------------------- | -------------------- | ---------------- | ---------------- | ---------------- | -------------------- | -------------------- | -------------------- | ------ | ------ | ------ | ------ |
| Russia      | 0                | 0                | 0                | 0                    | 0                    | 1                    | 1                | 0                | 0                | 2                    | 0                    | 0                    | 3      | 0      | 1      | 4      |
| Cina        | 1                | 0                | 0                | 1                    | 0                    | 2                    | 0                | 1                | 0                | 0                    | 2                    | 1                    | 2      | 3      | 3      | 8      |
| Ucraina     | 0                | 0                | 0                | 0                    | 1                    | 1                    | 0                | 0                | 1                | 1                    | 0                    | 0                    | 1      | 1      | 2      | 4      |
| India       | 0                | 0                | 1                | 0                    | 1                    | 0                    | 0                | 0                | 0                | 1                    | 0                    | 0                    | 1      | 1      | 1      | 3      |
| Georgia     | 0                | 0                | 0                | 0                    | 0                    | 0                    | 0                | 0                | 0                | 1                    | 1                    | 0                    | 1      | 1      | 0      | 2      |
| Bulgaria    | 0                | 0                | 0                | 1                    | 0                    | 0                    | 0                | 0                | 0                | 0                    | 0                    | 0                    | 1      | 0      | 0      | 1      |
| Vietnam     | 0                | 0                | 0                | 1                    | 0                    | 0                    | 0                | 0                | 0                | 0                    | 0                    | 0                    | 1      | 0      | 0      | 1      |
| Serbia      | 0                | 0                | 0                | 1                    | 0                    | 0                    | 0                | 0                | 0                | 0                    | 0                    | 0                    | 1      | 0      | 0      | 1      |
| Stati Uniti | 0                | 0                | 0                | 1                    | 0                    | 0                    | 0                | 0                | 0                | 0                    | 0                    | 0                    | 1      | 0      | 0      | 1      |
| Ungheria    | 0                | 1                | 0                | 0                    | 1                    | 0                    | 0                | 0                | 0                | 0                    | 0                    | 0                    | 0      | 2      | 0      | 2      |
| Inghilterra | 0                | 0                | 0                | 0                    | 1                    | 0                    | 0                | 0                | 0                | 0                    | 0                    | 0                    | 0      | 1      | 0      | 1      |
| Cuba        | 0                | 0                | 0                | 0                    | 1                    | 0                    | 0                | 0                | 0                | 0                    | 0                    | 0                    | 0      | 1      | 0      | 1      |
| Spagna      | 0                | 0                | 0                | 0                    | 0                    | 0                    | 0                | 0                | 0                | 0                    | 1                    | 0                    | 0      | 1      | 0      | 1      |
| Polonia     | 0                | 0                | 0                | 0                    | 0                    | 0                    | 0                | 0                | 0                | 0                    | 1                    | 0                    | 0      | 1      | 0      | 1      |
| Svezia      | 0                | 0                | 0                | 0                    | 0                    | 0                    | 0                | 0                | 0                | 0                    | 0                    | 2                    | 0      | 0      | 2      | 2      |
| Paesi Bassi | 0                | 0                | 0                | 0                    | 0                    | 1                    | 0                | 0                | 0                | 0                    | 0                    | 0                    | 0      | 0      | 1      | 1      |
| Romania     | 0                | 0                | 0                | 0                    | 0                    | 0                    | 0                | 0                | 0                | 0                    | 0                    | 1                    | 0      | 0      | 1      | 1      |
| Kazakistan  | 0                | 0                | 0                | 0                    | 0                    | 0                    | 0                | 0                | 0                | 0                    | 0                    | 1                    | 0      | 0      | 1      | 1      |